# Sydney McLaughlin-Levrone
Sydney McLaughlin-Levrone (Sydney McLaughlin fram till 5 maj 2022), född 7 augusti 1999 i Dunellen i New Jersey, är en amerikansk friidrottare. Hennes främsta gren är 400 meter häck men hon tävlar även i stafett och på 400 meter. Hon är världsrekordhållare i damernas 400 meter häck med 50,37 sekunder.

## Karriär

### 2019
Vid Världsmästerskapen i friidrott 2019 tog McLaughlin silver på 400 meter häck.

### 2021
McLaughlin slog världsrekordet på 400 meter häck vid de amerikanska OS-uttagningarna i Eugene i Oregon den 27 juni 2021 med tiden 51,90. Vid olympiska sommarspelen 2020 (4 augusti 2021) tog McLaughlin guld på 400 meter häck och slog sitt eget världsrekord då hon sprang på tiden 51,46. Detta rekord förbättrades ytterligare den 22 juli 2022 när hon vid VM löpte på smått fantastiska 50,68 sekunder.

### 2022
I juni 2022 förbättrade hon återigen sitt eget världsrekord på 400 m häck med tiden 51,41 sekunder på amerikanska utomhusmästerskapen i friidrott i Eugene, i USA. En månad senare vid VM i friidrott, också i Eugene, USA, slog hon sitt eget världsrekord igen med en tid på 50,68 sekunder och blev världsmästare.

### 2023
Den 11 augusti 2023 drog hon sig ur VM i friidrott 2023 på grund av en knäskada.

### 2024
Vid de amerikanska uttagningarna till OS 2024 vann McLaughlin-Levrone 400 meter häck på den nya världsrekordtiden 50,65 sekunder i juni 2024. I OS-tävlingarna i Paris vann hon OS-guld i  400 meter häck och förbättrade världsrekordet ytterligare till 50,37 sekunder. Hon vann dessutom guld i 4 x 400 meter stafett med det amerikanska stafettlaget.

## Privat liv
Sydney McLaughlin gifte sig med före detta NFL-spelaren Andre Levrone Jr. på Early Mountain Vineyards i Madison, Virginia i 5 maj 2022. Därefter bytte hon sitt efternamn till McLaughlin-Levrone.